# Strahlkopf (bergstopp i Österrike, Tyrolen)
Strahlkopf är en bergstopp i Österrike.   Den ligger i distriktet Reutte och förbundslandet Tyrolen, i den västra delen av landet, 500 km väster om huvudstaden Wien. Toppen på Strahlkopf är 2 389 meter över havet, eller 101 meter över den omgivande terrängen. Bredden vid basen är 0,54 km.
Terrängen runt Strahlkopf är huvudsakligen bergig. Runt Strahlkopf är det ganska glesbefolkat, med 26 invånare per kvadratkilometer.. Närmaste större samhälle är Mittelberg, 15,6 km väster om Strahlkopf. 
I omgivningarna runt Strahlkopf växer i huvudsak barrskog.